# Aeródromo de El Zapote
El aeródromo de El Zapote (OACI: MSZT) es un aeródromo público salvadoreño que sirve al pueblo de El Zapote en el departamento de Ahuachapán. El aeródromo se encuentra en el extremo de una pequeña península..
La pista de aterrizaje del aeródromo es de asfalto y mide 1.000 metros en longitud. El aeródromo se encuentra a unos 920 metros de la costa Pacífica.